# Estación Llavallol
Llavallol es una estación ferroviaria ubicada en la localidad homónima del partido de Lomas de Zamora, Provincia de Buenos Aires, Argentina.

## Servicios
Es un centro de transferencia intermedio del servicio eléctrico metropolitano de la Línea General Roca que se presta entre las estaciones Constitución y Ezeiza.

## Ubicación e Infraestructura
Se encuentra anexo a la estación el Taller de Reparación de Trenes Eléctricos, administrado por Trenes Argentinos Operadora Ferroviaria.
Posee tres andenes elevados para el servicio eléctrico, de los cuales el número dos es el que se utiliza para el sentido a Plaza Constitución y el uno para el sentido a Ezeiza. El andén número tres es utilizado normalmente para maniobras en el caso de que la formación salga directamente de la estación, cuando el tren será llevado a la cochera-taller o para algunos últimos servicios cortos provenientes de Constitución durante la noche.
Es, después de Monte Grande, Adrogué, Temperley, Quilmes, Florencio Varela, Lomas de Zamora, Burzaco, Berazategui, Lanús, Ezeiza y Glew, una de las estaciones con mayor movimiento de pasajeros en la línea.

## Diagrama
| Vía 1                  | Terminal de trenes fraccionados provenientes de Constitución Partida de trenes fraccionados hacia Constitución (próxima Turdera)                 |
| Plataforma central Sur | |
| Vía 2                  | Trenes a Ezeiza provenientes de Constitución (próxima Luis Guillón) Trenes directos a Ezeiza provenientes de Constitución (próxima Luis Guillón) |
| Vía 3                  | Trenes a Constitución provenientes de Ezeiza (próxima Turdera) Trenes directos a Constitución provenientes de Ezeiza (próxima Turdera)           |
| Plataforma Norte       | |

## Imágenes

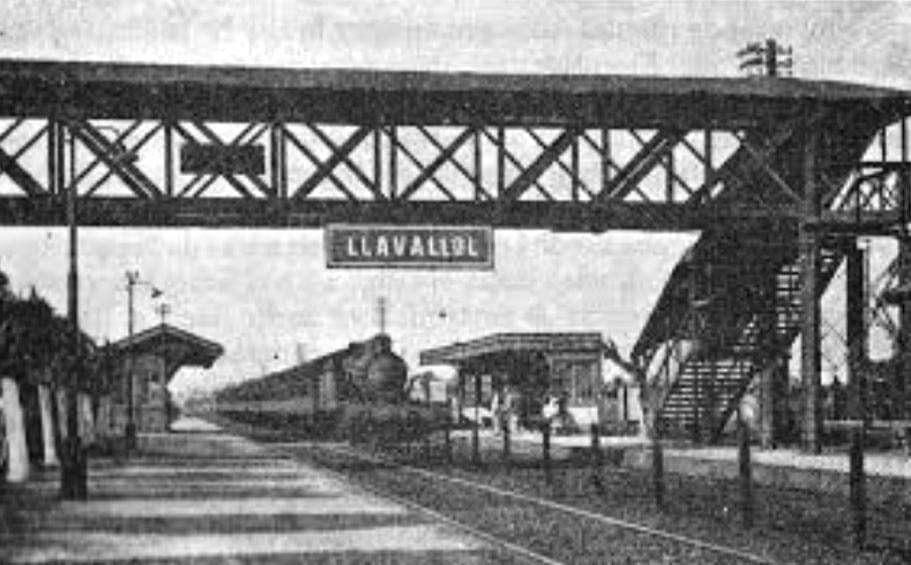
La estación original.
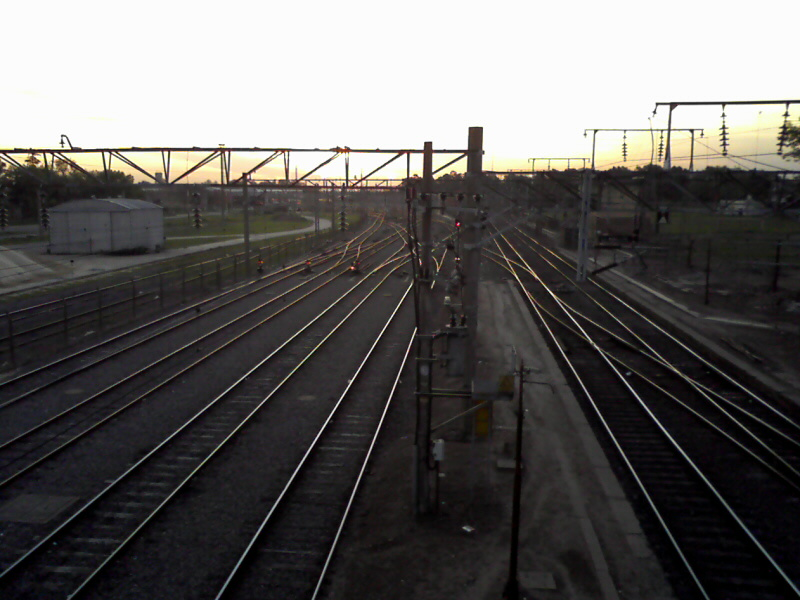
Vista de las vías de la estación Llavallol (De derecha a izquierda, Andén 2 (Plaza Constitución), Andén 1 (Ezeiza), Andén 3 (Maniobras).
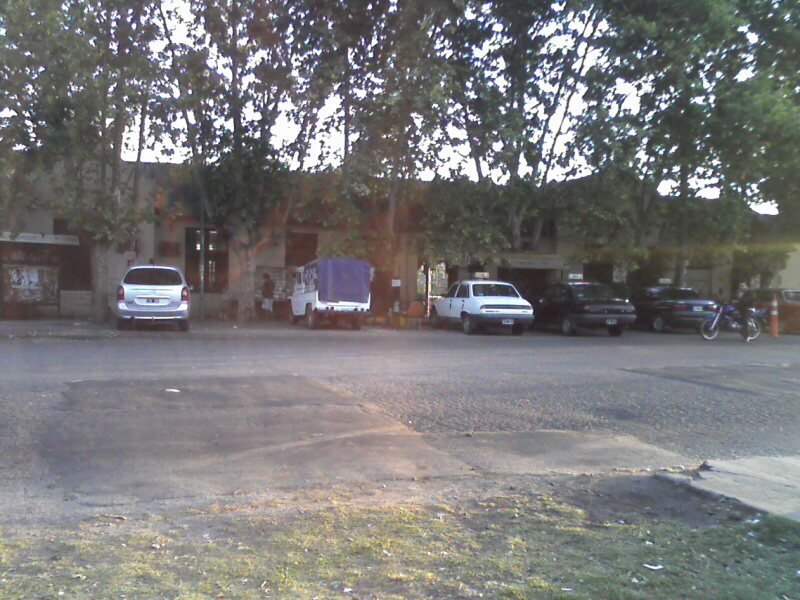
Vista de la estación Llavallol desde la calle Aristóbulo del Valle.
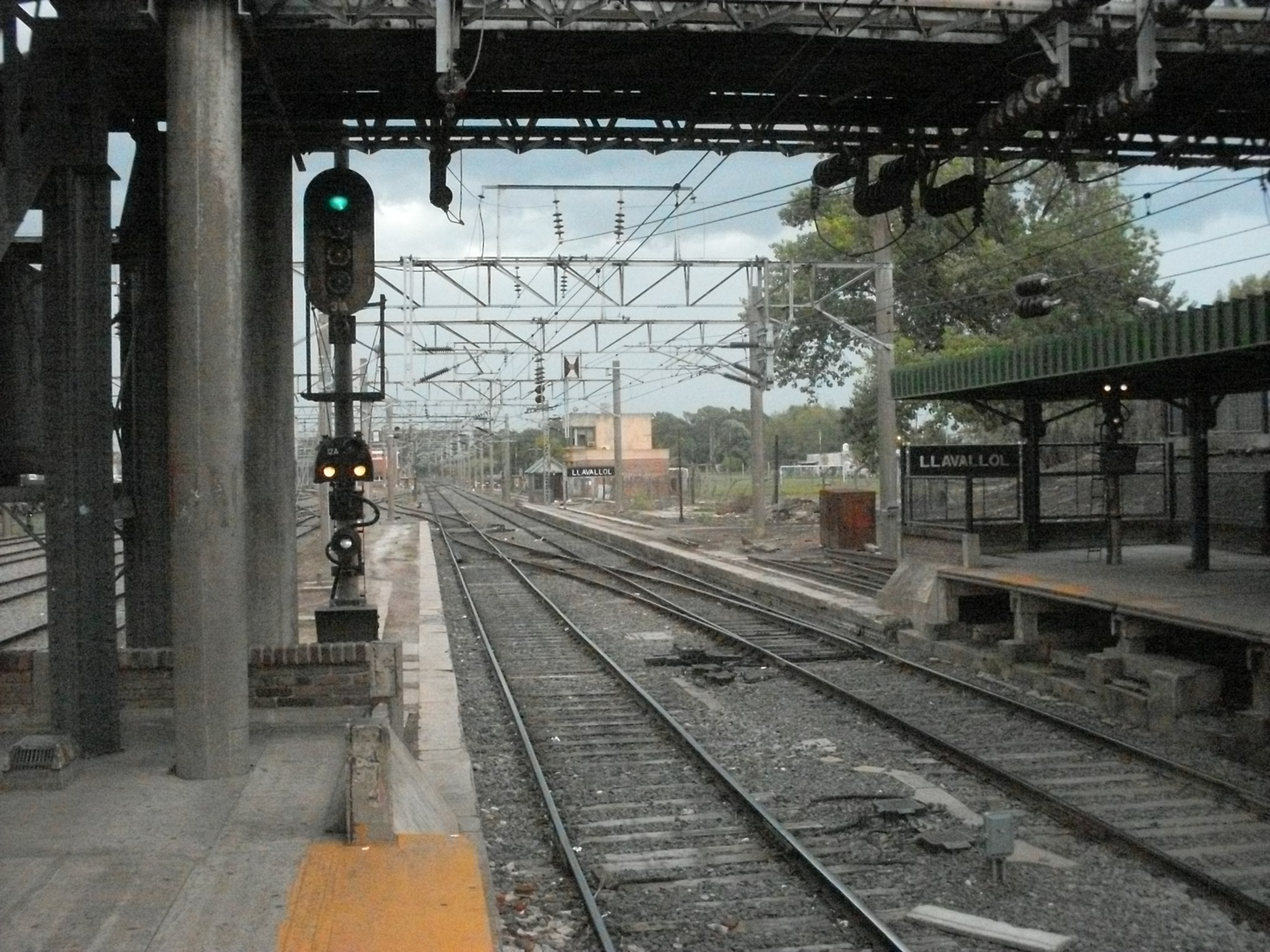
Andén sentido a Ezeiza.
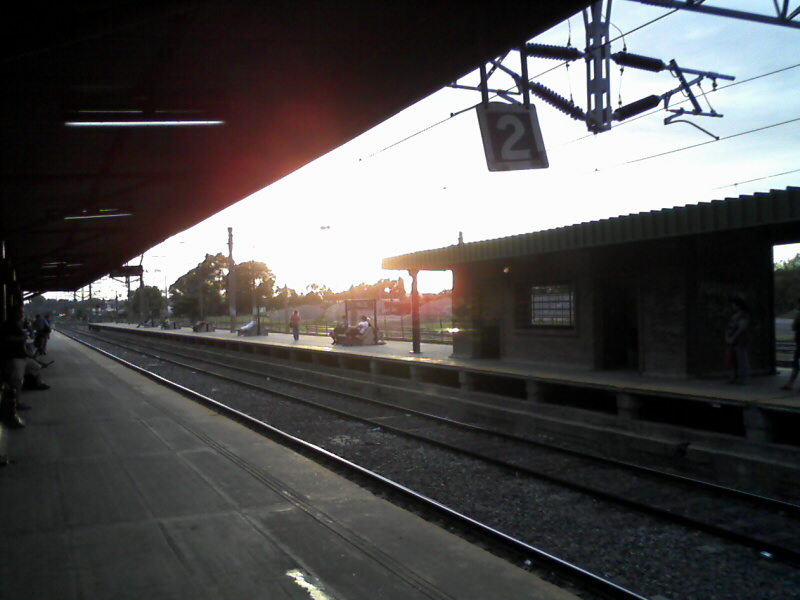
Andén sentido a Constitución en hora pico.
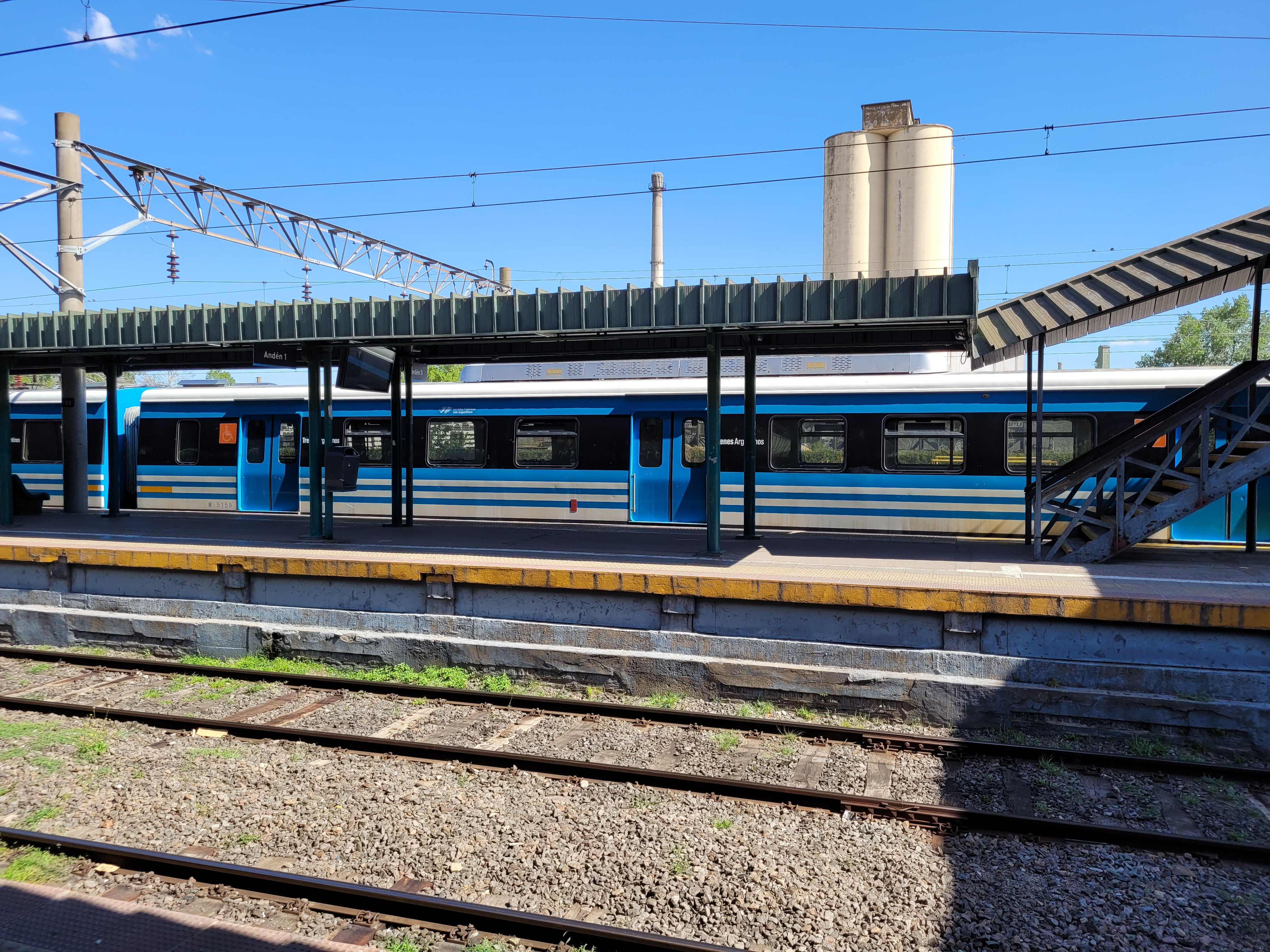
Un tren detenido en el tercer andén.